# Credit One Charleston Open 2022
Credit One Charleston Open 2022 byl tenisový turnaj ženského profesionálního okruhu WTA Tour, hraný v areálu Family Circle Tennis Center na otevřených dvorcích se zelenou antukou. Konal se mezi 4. až 10. dubnem 2022 v jihokarolínském Charlestonu jako čtyřicátý devátý ročník turnaje. Jednalo se o největší výlučně ženskou událost v Severní Americe a jedinou na zelené antuce.
Turnaj s výrazně navýšeným rozpočtem 899 500 dolarů patřil do kategorie WTA 500. Nejvýše nasazenou hráčkou ve dvouhře se stala světová pětka Aryna Sabalenková. V letech 2020 byl Charleston Open zrušen pro pandemii covidu-19 a v sezóně 2021 se konal bez diváků. Areál na Daniel Island mezitím prošel rekonstrukcí včetně hlavní budovy Stage House a navýšení kapacity centrkurtu o 3,5 tisíců míst na celkových 11 tisíc diváků. Titulárním partnerem se poprvé stal bankovní dům Credit One Bank se sídlem v Las Vegas, který vystřídal automobilku Volvo.
V důsledku invaze Ruska na Ukrajinu na konci února 2022 řídící organizace tenisu ATP, WTA a ITF s grandslamy rozhodly, že ruští a běloruští tenisté mohou dále na okruzích startovat, ale do odvolání nikoli pod vlajkami Ruska a Běloruska.
Šestý singlový titul na okruhu WTA Tour a první antukový si odvezla světová jedenadvacítka Belinda Bencicová, jež se stala druhou švýcarskou šampionkou turnaje. Čtyřhru ovládl slovinsko-polský pár Andreja Klepačová a Magda Linetteová, jehož členky získaly premiérovou společnou trofej.
V rámci 50leté tradice konání charlestonského turnaje byly do dějiště přizvány i bývalé vítězky včetně první šampionky a členky tzv. „původní devítky“ rebelujících hráček na okruhu Rosie Casalsové (1973). V čestné loži zasedly také Tracy Austinová (1979–1980), Arantxa Sánchezová Vicariová (1996), Mary Pierceová (2000), Jelena Jankovićová (2007) či Sabine Lisická (2009).
Tenistky turnaj zvolily nejlepší událostí sezóny 2022 v kategorii WTA 500.

## Rozdělení bodů a finančních odměn

### Rozdělení bodů
| Soutěž  | Soutěž | vítězky | finalistky | semifinalistky | čtvrtfinalistky | 16 v kole | 32 v kole | 56 v kole | Q  | Q2 | Q1 |
| ------- | ------ | ------- | ---------- | -------------- | --------------- | --------- | --------- | --------- | -- | -- | -- |
| dvouhra | [ 3 ]  | 470     | 305        | 185            | 100             | 55        | 30        | 1         | 25 | 13 | 1  |
| čtyřhra | [ 10 ] | 470     | 305        | 185            | 100             | 1         | —         | —         | —  | —  | —  |

### Finanční odměny
| Soutěž                                | Soutěž       | vítězky   | finalistky | semifinalistky | čtvrtfinalistky | 16 v kole | 32 v kole | 56 v kole | Q2      | Q1      |
| ------------------------------------- | ------------ | --------- | ---------- | -------------- | --------------- | --------- | --------- | --------- | ------- | ------- |
| dvouhra                               | [ 3 ] [ 11 ] | 158 800 $ | 98 190 $   | 49 600 $       | 19 400 $        | 9 900 $   | 5 420 $   | 3 980 $   | 2 400 $ | 1 230 $ |
| čtyřhra                               | [ 10 ]       | 42 650 $  | 25 900 $   | 14 720 $       | 7 650 $         | 4 600 $   | —         | —         | —       | —       |
| částky ve čtyřhře jsou uváděny na pár |              |           |            |                |                 |           |           |           |         |         |

## Ženská dvouhra

### Nasazení
| Stát                           | Hráčka                 | WTA | Nasazení |
| ------------------------------ | ---------------------- | --- | -------- |
|                                | Aryna Sabalenková      | 5.  | 1.       |
| Španělsko                      | Paula Badosová         | 6.  | 2.       |
| Česko                          | Karolína Plíšková      | 8.  | 3.       |
| Tunisko                        | Ons Džabúrová          | 10. | 4.       |
| Kazachstán                     | Jelena Rybakinová      | 18. | 5.       |
| USA                            | Jessica Pegulaová      | 21. | 6.       |
| Kanada                         | Leylah Fernandezová    | 22. | 7.       |
|                                | Veronika Kuděrmetovová | 23. | 8.       |
| USA                            | Madison Keysová        | 26. | 9.       |
| Švýcarsko                      | Belinda Bencicová      | 28. | 10.      |
| Česko                          | Petra Kvitová          | 32. | 11.      |
| Francie                        | Alizé Cornetová        | 36. | 12.      |
| USA                            | Sloane Stephensová     | 38. | 13.      |
| Austrálie                      | Ajla Tomljanovićová    | 39. | 14.      |
| USA                            | Amanda Anisimovová     | 41. | 15.      |
| Čína                           | Čang Šuaj              | 43. | 16.      |
| Žebříček WTA k 21. březnu 2022 |                        |     |          |

### Jiné formy účasti
Následující hráčky obdržely divokou kartu do hlavní soutěže:
- Linda Fruhvirtová
- Caty McNallyová
- Emma Navarrová[12]
- Aryna Sabalenková

Následující hráčka nastoupila pod žebříčkovou ochranou: 
- Katarina Zavacká

Následující hráčky postoupily z kvalifikace:
- Robin Andersonová
- Sophie Changová
- Francesca Di Lorenzová
- Ulrikke Eikeriová
- Nadija Kičenoková
- Allie Kiicková
- Gabriela Leeová
- Sachia Vickeryová

Následující hráčky postoupily z kvalifikace jako šťastné poražené:
- Coco Vandewegheová
- Heather Watsonová

### Odhlášení
před zahájením turnaje
- Danielle Collinsová → nahradila ji  Alycia Parksová
- Simona Halepová → nahradila ji   Anastasija Gasanovová
- Veronika Kuděrmetovová → nahradila ji  Coco Vandewegheová
- Ann Liová → nahradila ji  Katarina Zavacká
- Tereza Martincová → nahradila ji  Wang Si-jü
- Garbiñe Muguruzaová → nahradila ji  Claire Liuová
- Jeļena Ostapenková → nahradila ji  Hailey Baptisteová
- Nuria Párrizasová Díazová → nahradila ji  Wang Sin-jü
- Andrea Petkovicová → nahradila ji  Arianne Hartonová
- Arantxa Rusová → nahradila ji  Jüan Jüe
- Majar Šarífová → nahradila ji  Mariam Bolkvadzeová
- Elina Svitolinová → nahradila ji  Magdalena Fręchová
- Iga Świąteková → nahradila ji  Heather Watsonová

### Skrečování
- Madison Brengleová (poranění levého kolena)[3]
- Petra Kvitová (poranění levého stehna)[3]

## Ženská čtyřhra

### Nasazení
| Stát                                                                       | Hráčka               | Stát       | Hráčka           | WTA | Nasazení |
| -------------------------------------------------------------------------- | -------------------- | ---------- | ---------------- | --- | -------- |
| USA                                                                        | Caroline Dolehideová | Čína       | Čang Šuaj        | 32. | 1.       |
| USA                                                                        | Desirae Krawczyková  | Nizozemsko | Demi Schuursová  | 37. | 2.       |
| Slovinsko                                                                  | Andreja Klepačová    | Polsko     | Magda Linetteová | 58. | 3.       |
| Česko                                                                      | Lucie Hradecká       | Indie      | Sania Mirzaová   | 69. | 4.       |
| Žebříček WTA k 21. březnu 2022; číslo je součtem umístění obou členek páru |                      |            |                  |     |          |

### Jiné formy účasti
Následující pár obdržel divokou kartu do hlavní soutěže:
- Francesca Di Lorenzová /  Katie Volynetsová

### Odhlášení
před zahájením turnaje
- Ljudmyla Kičenoková /  Jeļena Ostapenková → nahradily je  Ljudmyla Kičenoková /  Anastasia Rodionovová
- Darija Juraková Schreiberová /  Andreja Klepačová → nahradily je  Andreja Klepačová /  Magda Linetteová
- Alexa Guarachiová /  Nicole Melicharová-Martinezová → nahradily je  Anna Danilinová /   Aljaksandra Sasnovičová
- Magda Linetteová /  Bernarda Peraová → nahradily je  Tereza Mihalíková /  Květa Peschkeová

## Přehled finále

### Ženská dvouhra
- Belinda Bencicová vs.  Ons Džabúrová, 6–1, 5–7, 6–4

### Ženská čtyřhra
- Andreja Klepačová /  Magda Linetteová vs.  Lucie Hradecká /  Sania Mirzaová, 6–2, 4–6, [10–7]